# Arnaldo Pomodoro
Arnaldo Pomodoro (Morciano di Romagna, Italia; 23 de junio de 1926-Milán, 22 de junio de 2025) fue un escultor, diseñador de vestuario y escenógrafo italiano. Los últimos años de su viva vivió y trabajó en Milán. Su hermano, Giò Pomodoro (1930-2002), también fue escultor.
Pomodoro diseñó un controvertido crucifijo de fibra de vidrio para la Catedral de San Juan Evangelista en Milwaukee, Wisconsin. La pieza tiene en lo alto una corona de espinas que cuelga sobre la figura de Cristo.
Algunas de sus esculturas Sfera con sfera  (Esfera dentro de esfera) pueden verse en los Museos Vaticanos, el Trinity College de Dublín, las oficinas centrales de las Naciones Unidas, el Hospital Monte Sinaí de Nueva York, el Hirshhorn Museum and Sculpture Garden de Washington D. C., el Christian Theological Seminary en Indianápolis, el Young Museum en San Francisco, el Tehran Museum of Contemporary Art, la American Republic Insurance Company en Des Moines, Iowa, el Columbus Museum of Art en Columbus, Ohio, la University of California, Berkeley, el Virginia Museum of Fine Arts en Richmond, Virginia, y la Tel Aviv University en Israel.

## Primeros años
Arnaldo Pomodoro nació el 23 de junio de 1926 en Morciano di Romagna, Montefeltro, Italia. Se diplomó como aparejador en el Instituto Técnico de Aparejadores en Rimini. Trabajó para la Oficina de Obras Públicas en Pesaro. Se interesó por el arte y la escenografía y atendió a clases en el Instituto de Arte de Pesaro.

## 1950–1970
En 1953 Pomodoro visitó una exposición de Picasso en el Palacio Real de Milán. Le influyó tanto que al año se mudó a Milán y se unió a la comunidad artística y se hizo amigo de Lucio Fontana, Dangelo, Sanesi, Baj, y otros.
Participó en la décima edición de la Triennale en Milan, y junto a su hermano Gio también participó en la Bienal de Venecia.
En 1959, Arnaldo Pomodoro recibió una beca para estudiar arte Americano y viajó a los Estados Unidos por primera vez. Visitar el MoMa y ver las esculturas de Constantin Brâncuși fueron una gran inspiración para su trabajo.
En San Francisco conoció a Mark Rothko, que estaba dando clases en la California School of Fine Arts. En Nueva York conoció a Costantino Nivola y Enrico Donati, que le presentaron a artistas como Franz Kline, Jasper Johns, Andy Warhol y otros.
Conoció a los escultores David Smith y Louise Nevelson. Organizó la exposición New Work from Italy, dedicada a artistas italianos.
En la década de 1960 colaboró con la Marlborough Gallery en New York. En 1963, Pomodoro recibió el Premio Internacional de Escultura de la VII Bienal de Sao Paulo, y el Premio Nacional de Escultura en la XXXII Bienal de Venecia en 1964.
En 1966 fue artista residente en la Stanford University, y después en la UC Berkeley y en Mills College.
Poco a poco su lenguaje característico e informal fue evolucionando, adaptándose de vez en cuando a las características del material utilizado: primero oro y plata para joyería, luego hierro , madera , hormigón y bronce, que se convertirá en su material básico para pequeñas obras por las esculturas monumentales que lo harían famoso. Investigó sobre bronce la geometría tridimensional de esferas, discos, pirámides, conos, columnas y cubos, en un intento de romper su perfección y descubrir el misterio que contenían en su interior. El contraste formal entre la perfección exterior de la forma geométrica y la caótica complejidad interior sería una constante en la producción de Pomodoro.
En 1967 creó la Sfera grande de 3.5 metros de diámetro para el pabellón italiano en la Expo de Montreal. En la actualidad la escultura está frente al Farnesina Palace en Roma. Esto fue su inicio en la escultura monumental para espacios públicos.
En ese año Pomodoro ganó el Premio Internacional de Escultura del Carnegie Institute en Pittsburgh.

## 1970–1990
En 1972, Arnaldo Pomodoro volvió al diseño de escenografía y trabajó en la obra Das Käthchen von Heilbronn de Heinrich von Kleist, que se representó en Zúrich.
En 1984 tuvo una exposición retrospectiva en el Forte di Belvedere en Florencia.
En 1988 Pomodoro participó en la Bienal de Venecia y en la exposición de escultura internacional en la World Expo de Brisbane. Su obra Forme del Mito (Forma del Mito) fue expuesta en la Expo y después fue comprada por Ayuntamiento de Brisbane.

## 1990–presente
En 1990 Arnaldo Pomodoro recibió el Premio de Escultura Praemium Imperiale de la Japan Art Association.
Su obra Sfera con Sfera se instaló en el Cortile della Pigna del Museo Vaticano.
En 1992 se le concedió un grado honorífico en Literatura por el Trinity College de Dublin.
En 1993 fue nombrado miembro honorario de la Academia de Arte Brera en Milán.
En 1995 se creó la Fundación Fondazione Arnaldo Pomodoro como centro cultural y de exposiciones de arte contemporáneo. Comenzó con 28 obras donadas y en la actualidad dispone de más de 200 obras de Pomodoro.
En su origen fue concebido como centro para documentar y archivar el trabajo del artista. En 2005 abrió su espacio expositivo para alojar exposiciones de artistas prominentes como Jannis Kounellis, Lucio Fontana y Robert Rauschenberg. El director de la Fondazione Arnaldo Pomodoro es Flaminio Gualdoni.
En 1996 Arnaldo Pomodoro fue nombrado Caballero de la Gran Cruz de la República Italiana (Cavaliere di gran croce dell'Ordine al merito della Repubblica italiana).  
Su escultura Sfera con Sfera se instaló frente al edificio de las Naciones Unidas en Nueva York.
En 2014–15, Pomodoro terminó uno de sus trabajos fundamentales —the Pietrarubbia Group— que comenzó en 1975.

## Estilo

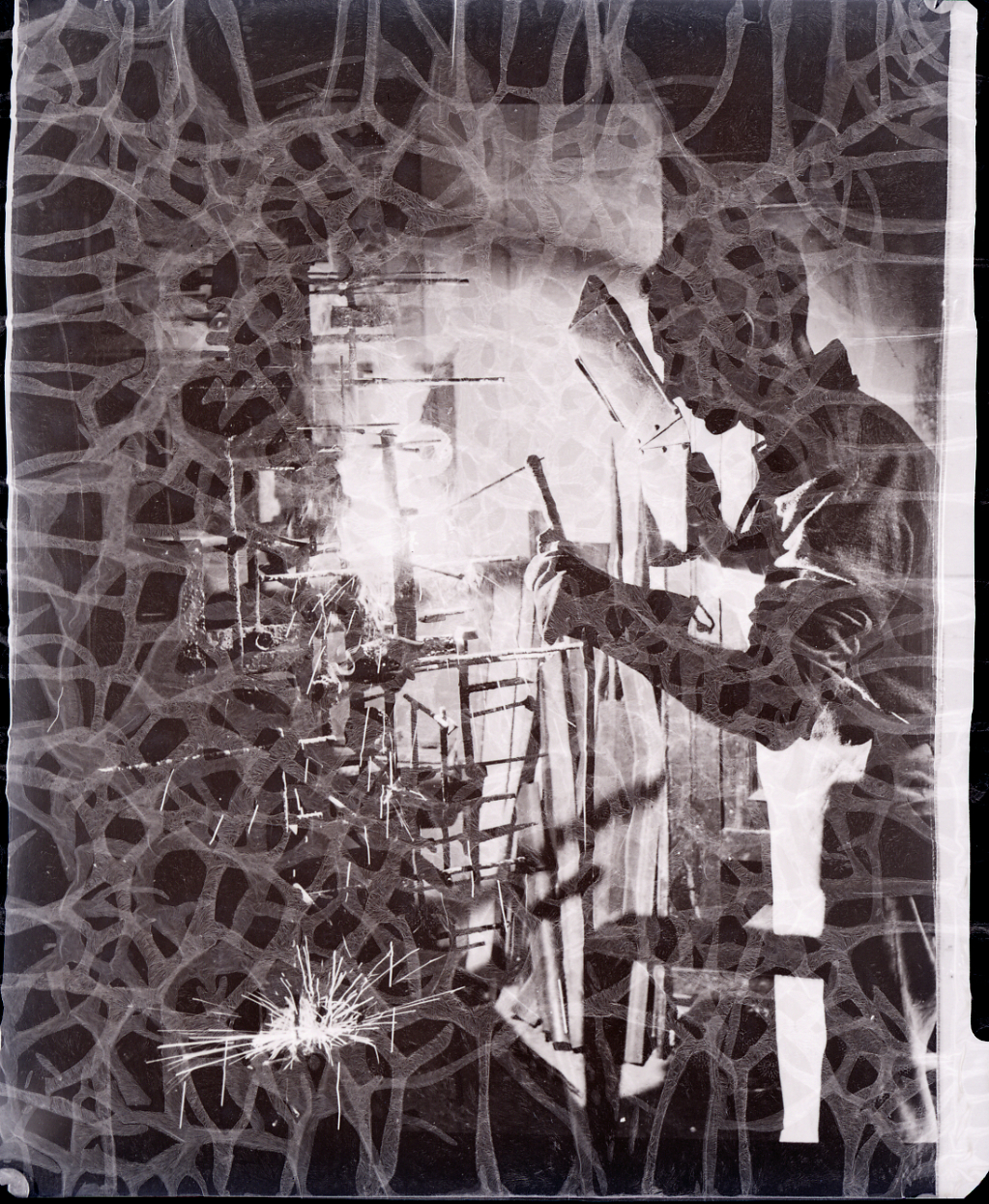
Arnaldo Pomodoro trabajando. Foto artística de Paolo Monti de 1975

En su arte domina un riguroso «espíritu geométrico», según el cual cada forma tiende a la esencialidad volumétrica de la esfera, cubo, cilindro, cono, paralelepípedo y otros sólidos perfectos euclidianos. Cortados bruscamente, cuyas repeticiones en matrices o segmentos, rectilíneos o circulares, son comparables a la sucesión de notas en una composición musical, o a los engranajes de la maquinaria ocultos en el interior de los contenedores macizos, parcialmente visibles por las grietas y cortes que rompen las superficies exteriores lisas.
La coherencia en la asociación de las estructuras internas con la monumentalidad externa de las obras de gran tamaño da vida a la obra de Pomodoro.
El espacio exterior no existe: todo transcurre en el interior, en las "entrañas" encerradas por las paredes lisas y brillantes, por volúmenes claros, perfectamente perfilados.
La autoridad e importancia de un artista derivan no solo de la sinceridad que sostiene su mano, sino también del sentido innovador que logra dar a uno o más elementos de su discurso: es decir, de la originalidad que estos llegan a asumir. en el contexto expresivo. En el caso de Arnaldo Pomodoro, la escultura lleva consigo una aspiración y un destino de libertad. Desde el principio, sus obras, los primeros relieves, celebran una creatividad de artesanía espontánea y fantástica que revela una alegría y una fuerza vital, pero imbuidas, sin embargo, de una sacralidad arcaica. El alfabeto en forma de cuña en el origen de la poética expresiva de Pomodoro se materializa en una dimensión en la que se mezclan el espacio de la experiencia y la memoria. El signo plástico de Pomodoro es un componente de un lenguaje que tiene en sí mismo potencialidades indefinidas e indefinibles, que quiere ignorar las cosas que parecen alcanzar una profundidad que a veces está poco más allá de lo inmediato y que resume y concentra en sí mismo toda la esencia de lo inmediato. realidad. Hacer arte se convierte en creación, creación como en las «formas y espacios» de Klee que se producen en proporciones elegidas con una riqueza de invención según una textura minúscula y preciosa en sintonía con el ritmo interno de sus propios impulsos. El artista, por tanto, como un demiurgo, tiene la facultad de generar lo real y hacerlo en nuevas formas, en formas que van más allá de la obviedad de lo aparente y conocido para alcanzar nuevos acentos de poesía y vida.

## Trabajos principales
En 1962 «La Colonna del viaggiatore», creada para la exposición «Sculture in città» curada por Giovanni Carandente en Spoleto, marca la transición de Pomodoro a la escultura volumétrica. Es la primera obra a gran escala realizada por el escultor. Al final de la exposición, el trabajo fue donado generosamente a la ciudad de Spoleto.
En 1991 su obra «Disco Solare» fue colocada frente al Palacio de la Juventud en Moscú, como un regalo a la Unión Soviética del gobierno italiano en el período de deshielo posterior a la Guerra Fría.
En 1992 se colocó otra obra a gran escala, «Papyrus» , en Darmstadt, Alemania, en los jardines del nuevo Edificio de Correos y Telecomunicaciones.
En 1993 el Centro de Biotecnología Avanzada de Génova encargó a Pomodoro una monumental obra de bronce que representaba las fuentes de la investigación, una obra colocada en el centro de una gran fuente.
En 1995 creó una escultura en memoria del fallecido gran director Federico Fellini, encargada por el Ayuntamiento de Rimini.
En 1995 creó la «Lancia di Luce» en Terni, un imponente obelisco en acero, cromo y cobre, que simboliza la evolución tecnológica de la ciudad y sus famosas acerías.
En 1996 la obra «Sfera con sfera», de más de tres metros de diámetro, se colocó en la plaza de las Naciones Unidas en Nueva York.
En 1998 diseñó el portal de la Catedral de Cefalú en Sicilia.
En diciembre de 2007 creó la obra «Cuneo con frecce» en Turín, frente a la sede de SMAT, con motivo del centenario de la empresa.
Entre 1977 y 1991, el autor donó mediante escritura pública un rico conjunto de obras a las colecciones del CSAC, compuesto por 33 esculturas (21 de las cuales adornan los pasillos y la sala principal del Palazzo dell ' Università di Parma), 47 obras en papel y 23 joyas y medallas. Este fondo es público y totalmente accesible.

## Citas
‘Lo ideal para mí es situar las obras entre la gente, las casas, la vegetación, las calles, confrontando con el tejido urbano y con el paisaje. La escultura es una ocupación del espacio dentro del espacio mayor donde uno vive y se mueve. La escultura tiene sentido cuando transforma el lugar en el que se coloca, sin una celebración de monumento, es una criatura viva, que cambia con la luz y las sombras, pero también en su encuentro con la gente, creando un diálogo inusual entre el trabajo y la gente. En este sentido, se supera la limitación de un arte cerrado en museos y colecciones privadas, y el trabajo se convierte en un patrimonio de todos y adquiere un valor testimonial de su tiempo: se las arregla para dejar huella en un contexto y enriquecerlo con posteriores estratificaciones de memoria.‘
Arnaldo Pomodoro

## Honores y premios
- International Prize for Sculpture, VII Bienal de Sao Paulo, 1963.
- National Prize for Sculpture, XXXII Bienal de Venecia, 1964.
- International Prize for Sculpture, Carnegie Institute, 1967.
- Praemium Imperiale for Sculpture, Japan Art Association, 1990.
- Doctor honoris causa. Honorary degree in Literature, Trinity College, 1992.
- Caballero de la Gran Cruz de la República Italiana, 1996.
- International Sculpture Center's Lifetime Achievement in Contemporary Sculpture Award, 2008.[2]
- Doctor honoris causa en Arquitectura por la Universidad de Ancona. 2001.[13]

## Obra

### Escultura
- La luna il sole la torre, 1955
- Paesaggio con il sole in basso, 1955
- Nutrimento solare, 1956
- Il giardino nero, 1956
- Tavola dei segni, 1957, II, 1957
- Lo stagno omaggio a Kafka, 1957
- Il muro, 1957
- Orizzonte, 1957, II, 1957
- Una scelta, 1957
- Luogo di mezzanotte, 1957
- Grande tavola della memoria, 1959-1965
- Il cubo, 1961-1962
- La colonna del viaggiatore, bronce, 1962, Spoleto
- Radar n. 1, 1962
- Sfera con sfera, 1963
- Sfera n. 1, 1963
- Sfera, 1964
- Sfera n. 5, 1965
- Lettera a K., 1965
- Sfera grande, 1966-1967, Roma, Piazzale della Farnesina
- Il grande ascolto, 1967-1968
- Rotante minore, 1968-1972, Pieve di Cento, MAGI '900
- Disco Grande, bronzo, 1980, Milano, Piazza Meda
- Movimenti di crollo, 1980, Gallarate, Largo Camussi
- Cippo, I, 1983-1984
- Papyrus, 1984
- Colpo d’ala, 1984
- Asta cielare, XX, 1980-1985
- Giroscopio, I, 1986-1987
- Scettro, I, II, III, IV, V, 1987-1988
- Edicola, 1991
- Rotativa di Babilonia, 1991
- Le fonti della ricerca, 1993, bronce, Genova, Centro Biotecnologie Avanzate - IST
- Lancia di luce, acero, cromo y cobre, 1995, Terni
- Le battaglie, 1995
- Ingresso nel labirinto, 1995
- Novecento, 2000-2002, bronzo, Roma, piazzale Pier Luigi Nervi
- Punto dello spazio, 2003
- Porte della luna e del sole, 2003-2004
- Rilievo III, 2009
- Continuum X, 2010
- Progressione e stasi, studio, 2011
- Disco, 2011
- Sfera, 2013

### Proyectos arquitectónicos
- Proyecto del nuevo cementerio de Urbino, 1973
- Tenda fortilizio, 1975-1980
- Puerta de Europa, 1978-79
- Piramide della mente, 1986
- Largas pistas concéntricas, 1986
- Papiro para Darmstadt, estudio, 1988-1989
- Punta d'oro, estudio, 1992
- En memoria de Giovanni Falcone, estudio, 1992
- Puerta de los Reyes de la Catedral de Cefalú estudio II, 1997-1998
- The Site of Silence, 1999
- Il luogo della freccia, 2005

### Escenografía para teatro y ópera
- Semiramide por Gioacchino Rossini (1982), Teatro de la Ópera de Roma
- Orestea di Gibellina por Emilio Isgrò, sobre un texto de Esquilo (1983–1985)
- Didone por Christopher Marlowe (1986)
- Alceste por Christoph Willibald Gluck (1987), Teatro dell'Opera de Génova – escenografía y vestuario
- Oedipus rex por Igor Stravinsky (1988), Siena
- La Passione di Cleopatra por el poeta egipcioAhmad Shawqi (1989)
- I Paraventi por Jean Genet (1990), Teatro Comunale of Bologna – escenografía y vestuario
- Nella solitudine dei campi di cotone por Bernard-Marie Koltès (1992)
- Più grandiose dimore por Eugene O'Neill (1993)
- Oreste de Vittorio Alfieri (1993)
- Stabat Mater, La passione secondo Giovanni y Vespro della Beata Vergine por Antonio Tarantino (1994–1995)
- Moonlight por Harold Pinter (1995)
- Drammi Marini por Eugene O'Neill (1996)
- Antigone por Jean Anouilh (1996)
- Tempesta (The Tempest) por William Shakespeare (1998) – escenografía y vestuario
- Un ballo in maschera por Giuseppe Verdi (2005), Opernhaus de Lipsia – escenografía y vestuario
- Teneke por Fabio Vacchi (2007), Teatro alla Scala de Milán – escenografía y vestuario
- Šárka de Leoš Janáček e Cavalleria rusticana de Pietro Mascagni (2009), Teatro La Fenice de Venecia - escenografía
- Orestea de Esquilo (2014), Teatro griego de Siracusa

## Galería
|                                  |
| Spirale Aperta en Turín, Italia. |

|                                   |
| Washington D. C., Estados Unidos. |

|                                              |
| Parque Amaliehaven en Copenhagen, Dinamarca. |

|                         |
| Arnoldo Pomodoro, 1965. |

|                                          |
| Torre a Spirale, 1999, Zaragoza, España. |

|                                       |
| La Grande Prua, 1994, Rimini, Italia. |

|                                               |
| Campus de la Universidad de Tel-Aviv, Israel. |

|                               |
| Papyrus, Darmstadt, Alemania. |

|                    |
| Novecento, Italia. |

|                                      |
| Lancia di luce, 1995, Terni, Italia. |

|                               |
| Triade, 1979, Lugano, Italia. |

|                                                               |
| Sfera con sfera, Cortile della Pigna, Vaticano, Roma, Italia. |

|                                   |
| Trinity College, Dublín, Irlanda. |

|                             |
| La Farnesina, Roma, Italia. |

|                             |
| Piazza Meda, Milán, Italia. |

|                                      |
| Forma del Mito, Brisbane, Australia. |

|                              |
| Cementerio de Milán, Italia. |

|                                                                                      |
| Crucifijo en la Catedral San Juan Evangelista, Milwaukee, Wisconsin, Estados Unidos. |

|                                                         |
| Pietrarubbia Group, Universidad Milano-Bicocca, Italia. |